# Enicospilus marjorieae
Enicospilus marjorieae là một loài tò vò trong họ Ichneumonidae.